# Oud-Katholieke Kerk
De Oud-Katholieke Kerk (officieel aldus gespeld) is een katholieke kerk buiten Communio met de Heilige Stoel die teruggrijpt op het geloofsgoed en de geloofspraktijk van de vroeg-christelijke kerk van de eerste tien eeuwen. Oud-katholiek werd de benaming voor die autocefale kerken die hun ontstaan danken aan de afwijzing van het Romeinse kerkcentralisme en in een later tijdperk – vanaf 1870 – van het dogma van de pauselijke onfeilbaarheid (Eerste Vaticaans Concilie), tezamen met het dogma van de Onbevlekte Ontvangenis (1854).
In Nederland ontstond een eerste anti-centralistische beweging na de afzetting door Rome (in 1702) van de apostolisch vicaris Petrus Codde, die van jansenisme, een dwaling volgens de Kerk van Rome, was beschuldigd. In 1723 leidde de anti-centralistische beweging in de Republiek der Zeven Verenigde Nederlanden tot de bisschopswijding van Cornelius Steenoven zonder toestemming van Rome. Dit leidde tot een conflict en verregaande wederzijdse verwijdering.

## Voorgeschiedenis
Sinds de Reformatie ontstond niet alleen spanning tussen katholieken en gereformeerden in de Republiek, maar tevens tussen katholieken onderling. Aan het eind van de zeventiende eeuw kwam de Utrechtse apostolisch vicaris, aartsbisschop Codde in conflict met de jezuïeten, die hem van jansenisme betichtten. Een langdurig conflict volgde. In de nasleep van Coddes veroordeling door de paus, werd hij gesuspendeerd (= uit het ambt geschorst).
Na zijn dood in 1710 ontstond er een vacante zetel en rumoer rondom de door Rome gefavoriseerde opvolger Gerardus Potcamp. Bovendien was de sfeer als gevolg van Coddes veroordeling slecht: een deel van de geestelijkheid in met name Utrecht en Holland had het gevoel dat de paus en met name de Jezuïetenorde de Nederlandse katholieken tegen de Republiek probeerden op te stoken. Men besloot uiteindelijk in 1723 om zelf een bisschop aan te wijzen en te laten wijden door een rooms-katholiek bisschop.
In 1723 koos het Utrechtse kapittel een nieuwe bisschop, Cornelius Steenoven, zonder bevestiging te vragen van Rome. Hij werd gewijd door de Franse missiebisschop Dominique Varlet, die na schorsing in 1719 in Amsterdam verbleef, beducht voor arrestatie. De door hem gewijde aartsbisschop was de eerste schismatieke, van Rome afgescheiden, bisschop van de Oud-Katholieke Kerk. Een groot gedeelte van de Nederlandse katholieke geestelijken - met name in Holland en Utrecht - sloot zich bij hem aan; zij noemden zich de Roomsch-Katholieke Kerk der Oud-Bisschoppelijke Cleresie. Een meerderheid van de gelovigen bleef, na enige jaren van verwarring, trouw aan Rome en de pauselijk bevestigde kerkbestuurders. In de volgende eeuwen hebben veel afgescheiden katholieken door hermissionering zich weer direct met Rome verbonden. De paus had Nederland namelijk tot missiegebied verklaard en vooral jezuïeten de opdracht gegeven alle katholieken te bewegen zich weer onder het directe gezag van Rome te plaatsen. Het duurde echter tot 1853 eer zich de "nieuwe" Rooms-Katholieke Kerk in Nederland weer kon herorganiseren in bisdommen en er weer bisschoppen op de zetels konden plaatsnemen. De Roomsch-Katholieke Kerk der Oud-Bisschoppelijke Cleresie heeft sinds de wijding van Steenoven echter geen vacante zetel gehad. Het bisschoppelijk herstel van 1853 zoals de Rooms-Katholieke Kerk het noemt, heeft dus gezorgd dat er naast de reeds aanwezige aartsbisschop van Utrecht een tweede aartsbisschop zijn zetel in Utrecht kreeg.
De oude Latijnse liturgie werd – onder invloed van de jansenisten en de, later door de Heilige Stoel veroordeelde, Synode van Pistoia – vertaald in het Nederlands. Het gregoriaans werd daarbij onberijmd tot een Nederlandse zang op gregoriaanse grondslag, aangevuld met volkszang.

## Unie van Utrecht
Verzet tegen het onfeilbaarheidsdogma met betrekking tot de uitspraken van de paus 'ex cathedra' van 1870 tijdens het Eerste Vaticaans Concilie leidde in de Duitstalige landen tot excommunicatie van katholieke theologen die zich tegen deze innovaties keerden. Onder meer onder leiding van professor Ignaz von Döllinger leidde dit tot vorming van oud-katholieke kerkgemeenschappen (Altkatholische Kirche). Deze noodbisdommen, die zichzelf zagen als handhavers van een oudere katholieke traditie tegen het Rooms-moderne ultramontanisme hadden vaak een achtergrond in het katholieke liberalisme, een beweging van verzet en vernieuwing die inging tegen het Romeinse antimodernisme en soms nationalistisch gekleurd was. Dat was niet het geval met de Nederlandse oudkatholieken. Toch werd door de liturgische en kerkrechtelijke overeenkomsten contact gezocht met de Utrechtse kerk vanuit Bonn, München, Koblenz, Zwitserland, Wenen en Duitstalig Bohemen. Vanuit Utrecht werd contact gezocht met de Anglicaanse Kerk en later met de Oosterse orthodoxie.
In 1889 kwam met deze "nieuwe" oudkatholieken de internationale Unie van Utrecht tot stand, waarbij later ook oud-katholieke kerken in Oostenrijk, Kroatië, Tsjechië, Polen (Pools-Nationale Kerk) en de Verenigde Staten zijn aangesloten. Nadat enkele Europese oud-katholieke bisdommen kozen voor opening van het apostolisch ambt voor vrouwen, stapte in 1998 de Poolse Nationale Katholieke Kerk in de Verenigde Staten, oorspronkelijk een immigrantenkerk, uit de Unie van Utrecht.
De voorzitter van de Unie van Utrecht is de aartsbisschop van Utrecht. De huidige aartsbisschop is Bernd Wallet. Zijn zetel is de Sinte-Gertrudiskathedraal.

## Theologische positie
De Oud-Katholieke Kerken hebben ten eerste geen eigen geloofsleer, maar delen in de geloofsbelijdenis van de ongedeelde kerk van de eerste tien eeuwen. Daarom verwerpen zij de nieuwe leer omtrent het primaat zoals door het Eerste Vaticaans Concilie in 1870 gedefinieerd. Men verwerpt de paus als primaat met algehele jurisdictie over de gehele Katholieke Kerk en daarnaast verwerpt men zijn onfeilbaarheid op doctrinair en zedelijk vlak krachtens de autoriteit van de Apostolische Stoel van Petrus 'ex cathedra'. Daarnaast kenmerken de meeste oudkatholieken zich ook door het verwerpen van het in 1854 door paus Pius IX vastgestelde dogma van de Onbevlekte Ontvangenis van de Maagd Maria en het dogma over de lichamelijke tenhemelopneming uit 1950. Volgens de oudkatholieken zijn deze drie dogmata niet op de juiste manier tot stand gekomen. Een dogma kan alleen afgekondigd worden door een Oecumenisch Concilie, waar iedere kerkgemeenschap is vertegenwoordigd.

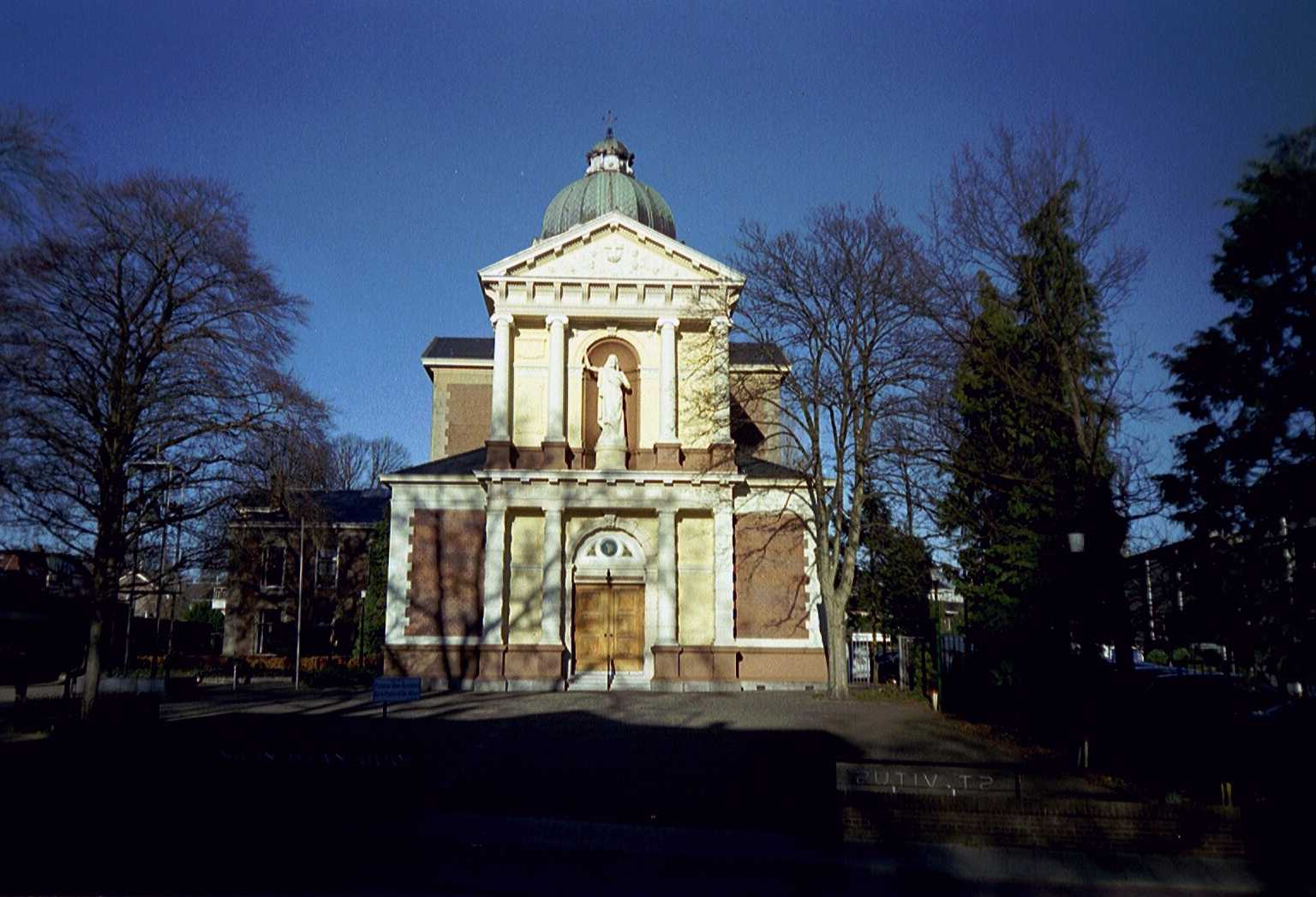
Oud-Katholieke Sint-Vituskerk in Hilversum

De leer van de zeven heilige sacramenten en van de Heilige Schrift in verhouding tot de Traditie (Overlevering) werd door de oudkatholieken behouden. Het Sacramentslof met uitstalling van het Allerheiligste werd beperkt tot een korte dienst, aansluitend aan de Vespers, wat aanvankelijk leidde tot klachten van conservatievere oud-katholieke clerici tegen hun oud-katholieke bisschoppen. De biecht werd facultatief gesteld en kreeg een formulier met een grondiger Bijbels kader van verwijzingen. De Romeinse Heiligenkalender werd ingekort en verder aangevuld met heiligen van lokale bodem.
Verdere wijzigingen in de liturgie worden in de Oud-Katholieke Kerk geaccepteerd; deze kwamen reeds vroeg in de 20e eeuw voor. Sinds 1910 worden in Nederland de erediensten in de moedertaal gevierd.
De verplichting voor geestelijken om celibatair te leven is in 1878 opgeheven in Duitsland en in 1922 ook in Nederland. Sinds 1931 bestaat er een communio (volledige kerkelijke overeenkomst) tussen de Anglicaanse Kerk en de Oud-Katholieke Kerk. Ook vinden tegenwoordig gezamenlijke bisschopswijdingen plaats. Wijdingen van priesters en diakens vinden door de eigen bisschop in het eigen bisdom plaats. De opleiding voor priesters vindt plaats op het Oud-Katholiek Seminarie in Utrecht.
Na vele jaren van gesprekken is in oktober 2016 de overeenkomst tot volledige kerkelijke eenheid (communio) gesloten met de Zweedse Kerk (Svenska Kyrkan). Deze overeenkomst is op 20 januari 2018 gevierd met een Eucharistieviering in de Ste. Gertrudiskathedraal in Utrecht, met participatie van Antje Jackelén, aartsbisschop van Uppsala. Met deze overeenkomst staan nu de Oud-Katholieke Kerk, de Anglicaanse Kerk, Svenska Kyrkan en de Philippine Independent Church (IFI) allen met elkaar in volledige intercommunie.
Eind 20e eeuw volgden de Oud-Katholieke Kerk van Nederland en enige andere oud-katholieke kerken de Anglicaanse Kerk in de openstelling van het priesterambt voor vrouwen. Inmiddels functioneren in drie oud-katholieke parochiekerken in Nederland vrouwelijke priesters. In principe staat het apostolisch ambt van diaken, priester én bisschop open voor gehuwde én ongehuwde mannen én vrouwen.
In de 20e eeuw hebben de oud-katholieke kerkgenootschappen zich ontwikkeld in de richting van een sterk oecumenisch engagement. Dit onder invloed van de contemporaine anglicaanse en orthodoxe theologie. Progressieve opvattingen over de inzegening van gelijkgeslachtelijke huwelijken en de priesterwijding van de vrouw zijn wijdverbreid. De liturgische viering echter zal op buitenstaanders eerder traditioneel overkomen.

## Relatie met de Rooms-Katholieke Kerk
Na het Tweede Vaticaans Concilie (1962-1965) kwam echter wederom toenadering tot de Rooms-Katholieke Kerk tot stand. Er kwam meer eenvormigheid tussen de oud- en rooms-katholieken doordat de Rooms-Katholieke Kerk in de liturgie naast het Latijn ook de volkstaal invoerde, samen met een nieuwe ritus van misgebeden. Deze nieuwe misritus oefende ook invloed uit op de oud-katholieke kerken die reeds lang tevoren de oude misritus in een aangepaste versie in de volkstaal gebruikten.
De oudste Nederlandse oud-katholieke kerkgemeenschap, de Oud-Katholieke Kerk van Nederland (1723), onderhoudt nu weer sterke oecumenische banden met de Rooms-Katholieke Kerk, hoewel deze toenadering in 1998 opnieuw bemoeilijkt werd als gevolg van de (door Rome principieel afgewezen) openstelling van het priesterschap voor vrouwen.
Sinds 2004 komen vertegenwoordigers van het Vaticaan en de Internationale Oud-Katholieke Bisschoppenconferentie bijeen in de zogeheten IRAD (Internationale Rooms-Oud-Katholieke Dialoogcommissie).
In mei 2006 verklaarde de commissie dat zij er geen onoverkomelijke problemen in zag om tot volledige kerkelijke gemeenschap te komen.

## Liturgie

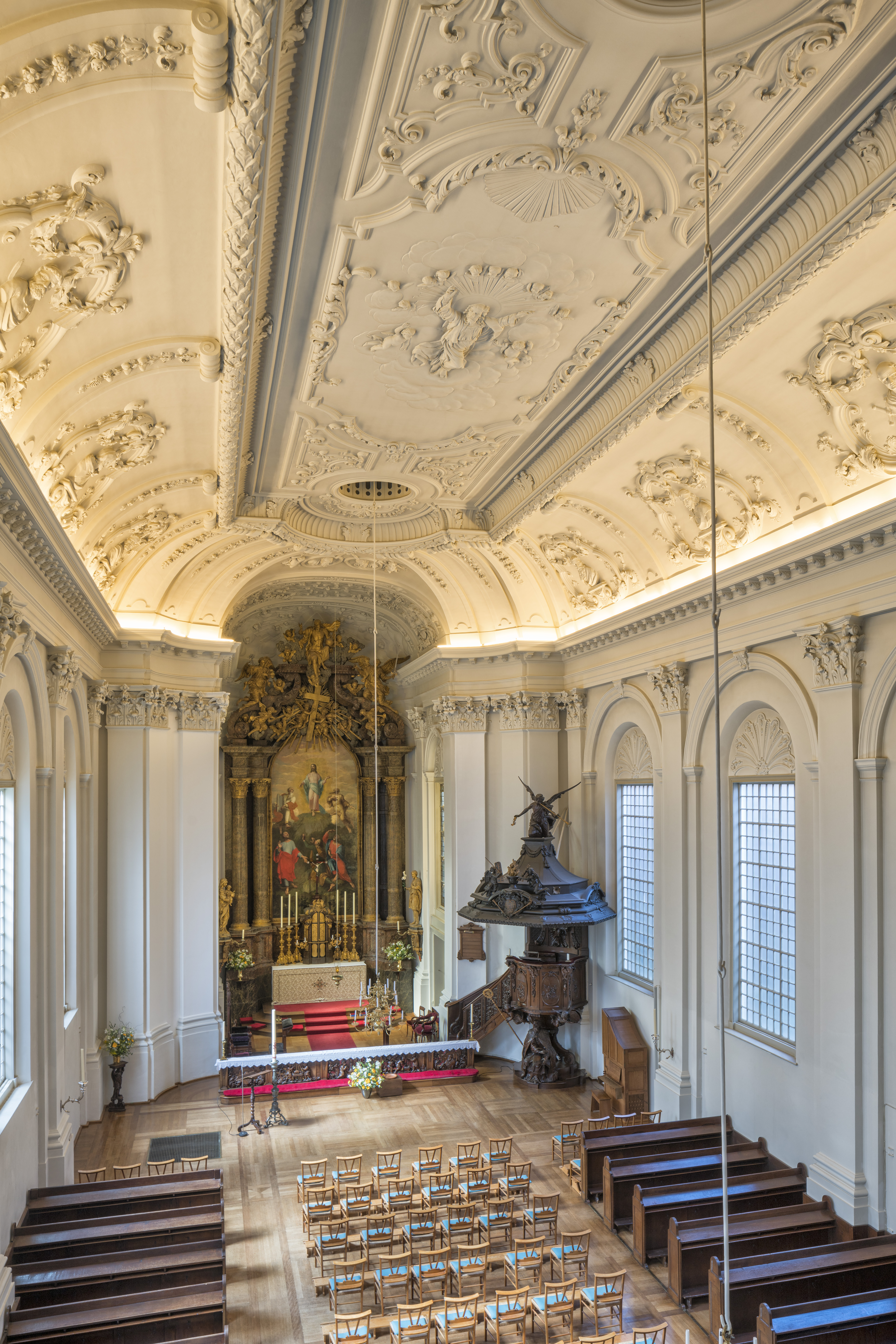
Oud-Katholieke H.H. Jacobus- en Augustinuskerk Den Haag, overzicht interieur vanaf de orgelgalerij

De Oud-Katholieke Kerk kent een uitgebreide liturgie, die grotendeels het patroon van de westerse liturgie volgt, zoals ook bij rooms-katholieken en anglicanen gebruikelijk is. Een eucharistieviering wordt samengesteld uit een groot aantal onderdelen die in drie boeken terug te vinden zijn:
- Het oud-katholiek Lectionarium: dit bevat alle lezingen voor alle zon- en feestdagen.
- Het oud-katholiek Kerkboek: dit bevat de liturgische teksten, waaronder ook de onberijmde psalmen.
- Het oud-katholiek Gezangboek: dit bevat de gezangen en misordinaria. In januari 2007 is dit boek verschenen in een geheel vernieuwde en uitgebreide tweede editie. Deze uitbreidingen van het toch al zo omvangrijke boek zijn ook los verkrijgbaar als supplement dat achter in de eerste editie kan worden ingevoegd.

Een "gewone" eucharistieviering is als volgt opgebouwd:
1. Openingszang - de zogenaamde introïtus
2. Groet - de priester begroet de gelovigen met de woorden van de apostel Paulus. De parochie antwoordt.
3. Schuldbelijdenis
4. Kyrie - het eerste deel uit het "ordinarium" (de mis)
5. De lofzang "Gloria" - het tweede deel uit het ordinarium.
6. Gebed van de dag - doorgaans zingt de priester dit gebed.
7. Eerste Schriftlezing - de eerste lezing wordt uit het Oude Testament genomen
8. Graduale of eerste antwoordpsalm - veelal genomen uit de Psalmen 120 - 134, het zogenaamde 'liedboek van de pelgrims'.
9. Tweede Schriftlezing - in deze lezing wordt een deel uit een apostelbrief gelezen.
10. Halleluja of tweede antwoordpsalm
11. Evangelielezing - de derde lezing wordt altijd genomen uit een van de vier evangelieboeken, Mattheüs, Marcus, Lucas of Johannes en wordt gedaan door de priester. De parochie luistert staande naar de woorden van de goede boodschap.
12. Acclamatie - acclamare is het Latijnse woord voor toejuichen. In een korte zang benadrukt de parochie het gelezene.
13. Prediking - de priester verkondigt, leert en overdenkt, uitgaande van de gelezen gedeeltes van de Heilige Schrift.
14. Geloofsbelijdenis - het credo (meestal de uitvoering van Nicea, soms de apostolische geloofsbelijdenis) wordt staande gezongen of gesproken.
15. Voorbeden - de priester, de lector of een gemeentelid spreekt de voorbeden uit. Men bidt voor de wereld, de kerk, personen en de persoonlijke intenties. De persoonlijke gebeden kunnen vooraf genoemd worden bij de priester of in stilte worden gebeden. De parochie neemt de onderdelen van de voorbeden telkens over met een korte zang (acclamatie): "Wij bidden U, verhoor ons" of een andere aangegeven tekst.
16. Vredegroet - de priester citeert een vers uit de brief van Paulus aan de Filippenzen, waarna de parochianen elkaar de hand schudden en elkaar vrede wensen.
17. Opdracht van de gaven - terwijl een lied wordt gezongen, worden de geldelijke gaven door parochianen verzameld en naar het altaar gebracht. De priester zet het brood en de wijn klaar; hierna volgt het offertoriumgebed.
18. Eucharistisch gebed - eucharistia is Grieks voor dank, lofzegging. In de orde van dienst staat aangegeven voor welk gebed is gekozen. In het gebed klinken de woorden die Jezus bij zijn laatste maal heeft gesproken; het eucharistisch gebed wordt onderbroken door het:
19. Heilig - het derde deel uit het ordinarium.
20. Het Gebed van de Heer - het "Onze Vader", wordt veelal gezongen.
21. Lam Gods - het vierde deel uit het ordinarium (vergelijk Agnus Dei).
22. Communie: in het oud-katholiek Kerkboek staat omschreven wie deel kunnen nemen aan deze viering: Tot de heilige communie zijn allen genodigd die gedoopt zijn, in hun kerkgemeenschap deelnemen aan de tafel van de Heer en met ons zijn tegenwoordiging willen vieren.
23. Gezang na de Communie - na de communie wordt een gezang gezongen.
24. Gebed na de Communie - na het gezang volgt als afsluiting een gebed.
25. Looft en Dankt - gezongen acclamatie.
26. Zegen - uitgesproken door de priester.
27. Slotzang - na het zingen van het laatste lied verlaten de gelovigen de kerk.

## Leden
Het aantal leden van de Oud-Katholieke Kerk van Nederland nam in de afgelopen jaren af, volgens het SILA dat de ledenaantallen van verschillende kerken bijhoudt. Het ledenaantal bedroeg eind 2020 4.261. Het aantal kerkgangers bedroeg in 2007 1034 personen. Grote concentraties van leden vindt men in onder meer de vroegere vissersplaatsen Egmond en IJmuiden, in deze laatste gemeente als gevolg van verhuizingen van kerkleden vanuit Egmond. De meeste oud-katholieke parochies vindt men in de provincies Zuid-Holland, Noord-Holland en Utrecht. In 1809 woonden 4.321 (0,2%) oudkatholieken in Nederland, geconcentreerd in Den Haag, Gouda, Rotterdam, Schiedam, Delft, Dordrecht, Delfshaven, Schoonhoven, Aalsmeer, Amsterdam, Leiden, Haarlem, Amersfoort, Utrecht, Den Helder, Hilversum, IJmuiden, Krommenie en Egmond aan Zee. In laatstgenoemde plaats is de Oud-Katholieke parochie St. Agnes het grootste kerkgenootschap. In 1947 bereikte het aantal oudkatholieken in Nederland het hoogste aantal met 11.360 gelovigen (0,1%).
| Jaartal | Aantal |
| ------- | ------ |
| 2004    | 5.820  |
| 2005    | 5.623  |
| 2006    | 5.654  |
| 2007    | 5.550  |
| 2008    | 5.469  |
| 2009    | 5.275  |
| 2010    | 5.173  |
| 2011    | 5.143  |
| 2012    | 5.081  |
| 2013    | 4.997  |
| 2014    | 4.819  |
| 2015    | 4.757  |
| 2016    | 4.671  |
| 2017    | 4.585  |
| 2018    | 4.408  |
| 2019    | 4.373  |
| 2020    | 4.261  |

### Unie van Utrecht
- Unie van Utrecht
- Oud-Katholieke Kerk van Nederland
- Oud-Katholieke Kerk van Duitsland
- Oud-Katholieke Kerk van Zwitserland
- Oud-Katholieke Kerk van Oostenrijk
- Oud-Katholieke Kerk van Tsjechië
- Oud-Katholieke Kerk van Polen

### Kerken die afhangen van de Unie van Utrecht
- Oud-Katholieke Missie in Frankrijk en België
- Oud-Katholieke Missie in Italië
- Oud-Katholieke Missie in Zweden en Denemarken

Nederland ·
Duitsland ·
Zwitserland ·
Oostenrijk ·
Tsjechië ·
Polen
Onzelfstandige Oud-katholieke kerken onder de jurisdictie van de Internationale Bisschoppenconferentie

Frankrijk ·
Kroatië ·
Scandinavië
Kerken in volledige gemeenschap met de Unie van Utrecht

Anglicaanse Gemeenschap ·
Iglesia Filipina Independiente
Voormalige Oud-katholieke kerken

Italië